# الممرضة جاكي
الممرضة جاكي (بالإنجليزية: Nurse Jackie)‏ هو مسلسل كوميدي دراما طبي أمريكي من بطولة إدي فالكو، إيف بيست، ميريت ويفر وهاز سليمان. عرض المسلسل لأول مرة على قناة شوتايم غي 8 يونيو 2009 واستمر حتى الموسم السابع والأخير وتم عرضه في 12 أبريل 2015.

## وصلات خارجية
- الممرضة جاكي على موقع IMDb (الإنجليزية)
- الممرضة جاكي على موقع ميتاكريتيك (الإنجليزية)
- الممرضة جاكي على موقع الموسوعة البريطانية (الإنجليزية)
- الممرضة جاكي على موقع روتن توميتوز (الإنجليزية)
- الممرضة جاكي على موقع نتفليكس (الإنجليزية)
- الممرضة جاكي على موقع كينوبويسك (الروسية)
- الممرضة جاكي على موقع ألو سيني (الفرنسية)
- الممرضة جاكي على موقع قاعدة بيانات الفيلم (الإنجليزية)